# Новое Заселье
 Новое Заселье— деревня в Смоленской области России, в Шумячском районе. Население — 128 жителей (2007 год). Расположена в юго-западной части области в 10 км к северу от Шумячей, на берегу реки Чернявка. 
Входит в состав Снегирёвского сельского поселения.

## Экономика
Средняя школа.

## Достопримечательности
Комплекс археологических памятников:
- Городище днепро-двинских племён 1-го тысячелетия до н.э. на южной окраине деревни. Впоследствии использовалось древнерусским населением в XII – XIII веках.
- Селище рубежа 1-го – 2-го тысячелетий нашей эры южнее городища.
- Два кургана к западу от деревни.